# Міжнародний день стандартизації
Міжнародний день стандартизації — це міжнародний день, який щорічно відзначається 14 жовтня на міжнародному рівні. Цей день вшановує зусилля тисяч експертів, які розробляють добровільні стандарти в рамках таких організацій із розробки стандартів, як Американське товариство інженерів-механіків (ASME), Міжнародна електротехнічна комісія (IEC), Рада міжнародних стандартів етики для бухгалтерів (IESBA), Міжнародна організація зі стандартизації (ISO), Міжнародна телекомунікаційна спілка (ITU), Інститут інженерів електротехніки та електроніки (IEEE) та Робоча група інтернет-інженерії (IETF). Метою Міжнародного дня стандартизації є підвищення обізнаності регуляторів, промисловості та споживачів про важливість стандартизації для світової економіки.
14 жовтня було спеціально обрано для відзначення дати, 1946 року, коли делегати із 25 країн вперше зібралися в Лондоні і вирішили створити міжнародну організацію, спрямовану на сприяння стандартизації. Незважаючи на те, що ISO був утворений через рік, лише у 1970 році відзначили перший Міжнародний день стандартизації.
По всьому світу національні органи з питань стандартизації та міжурядові організації обирають різні заходи на згадку про цю дату.
- Рада з питань стандартизації Канади (SCC), національний акредитаційний орган Канади, святкує Міжнародний день стандартизації разом із міжнародним співтовариством, відзначаючи день біля дат міжнародного дотримання. У 2012 році SCC відзначав Міжнародний день стандартизації у п'ятницю, 12 жовтня.
- Світова організація торгівлі з нагоди відзначення 14 жовтня 2020 року Міжнародного дня стандартизації обговорила Шість принципів Комітету з ТБТ щодо розвитку міжнародних стандартів[4]
- Сполучені Штати щорічно відзначають у США Міжнародний день стандартизації[5][6]